# ミーアキャット
ミーアキャット (Suricata suricatta) は、哺乳綱食肉目マングース科スリカータ属に分類される食肉類。本種のみでスリカータ属を構成する。別名はスリカータ、ミーアカット。

## 分布
アンゴラ南西部、ナミビア南部および西部、ボツワナ南西部、南アフリカ共和国北部および西部
模式標本の産地（基準産地・タイプ産地・模式産地）は喜望峰。

## 形態
頭胴長（体長）は25 - 31センチメートル。尾長は17 - 25センチメートル。体重はオスが626 - 797グラム、メスが620 - 969グラム。背面は肩が1.5センチメートル・尾基部は2センチメートルと長く柔らかい体毛で被われるが、腹面はまばらに短い体毛で被われる。背面は黄褐色や灰褐色や灰白色で、暗褐色の横縞が入る。横縞の数は10本。顔や喉は灰白色。眼の周囲や耳介は黒い。尾の先端は黒く、基部は黄褐色。
歯列は門歯が上下6本、犬歯が上下2本、臼歯が上下6本、大臼歯が上下4本で計36本。四肢は細く、指趾の本数は4本。前肢の爪は長く1.5センチメートルで、後肢の爪の2倍以上の長さに達する。
オスにのみ肛門の周辺に臭腺（肛門腺）がある。乳頭の数は6個。

## 分類
以下の分類・分布は、Staaden(1994)に従う。
Suricata suricatta suricatta (Schreber, 1776)
南アフリカ共和国
Suricata suricatta iona Cabral, 1971
アンゴラ
Suricata suricatta marjoriae Bradfield, 1936
ナミビア

## 生態
石や岩の多い荒地やサバンナに生息する。昼行性。寒暖差や大雨から身を守るため、地中に、直径10センチメートル、深さ1.5mの巣穴を掘って生活する。ペアもしくは家族群で生活し、複数の家族群が一緒に生活することもある。太陽に向かって尾を支えにして直立し、体を温める習性を持つ。
昆虫、クモ、サソリ、多足類、爬虫類、鳥類、小型哺乳類、植物の茎、芽、根、果実などを食べる。
群れの中で一番力のある雄雌のみが繁殖する。繁殖様式は胎生。10月から翌4月に交尾を行い、妊娠期間は11週間。1回に2 - 5頭の幼獣を産む。子育ては両親を含め、群れ全体で行う。授乳期間は4 - 6週間。幼獣は生後12 - 14日で開眼する。生後3 - 4週間で固形物を食べるようになる。生後10週間で独立する。生後9か月で性成熟する。
群れには1組の優位オスと優位メスがいて、このペアのみが繁殖活動を行う。群れの他のメンバーは基本的に繁殖をせず、ヘルパーとして子守や授乳を行う。また、ヘルパーが幼い子供たちに餌の捕り方を教育するという行動が観察されている。
天敵として セグロジャッカル、ラーテル、猛禽類がいる。

## 人間との関係
英名の「Suricata」は、南アフリカでの呼称に由来する。英名の「Meerkat」は古い文献では「mierkat」とされるが、これはアフリカーンス語で「シロアリ（mier）のマングース（kat）」を意味しており、本種が蟻塚の上で直立したりシロアリも食べることが由来と考えられている。以前は「スリカータ」が和名とされていたが、2018年に日本哺乳類学会が発表した標準和名では動物園などの展示施設で定着している名称である「ミーアキャット」が採用された。
農地開発の影響やペットとして流通することもあるが、種として絶滅のおそれになるような脅威はないと考えられている。
ペットとしてして飼育する個体も、野生の特質を受け継ぐため、雄は飼い主以外は認めず、発情期には攻撃的になる。そのために犬歯の抜歯や去勢手術、肛門腺の摘出手術を事前に動物病院などで行う必要がある。
日本では1976年に、日本平動物園が飼育下繁殖に成功した。富山市ファミリーパークでは、1985年から1991年現在までに4回の繁殖に成功している。一方、飼育下では複数のペアで飼育すると特にメス同士が激しく闘争し、全滅した例もある。